# Nieuwstraat (Dordrecht)
De Nieuwstraat is een straat in de stad Dordrecht, in de Nederlandse provincie Zuid-Holland.

## Achtergrond
De Nieuwstraat werd in 1293 voor het eerst vermeld en dateert hierdoor nagenoeg uit dezelfde periode waarin de Kolfstraat voor het eerst - onder zijn huidige naam - werd gedocumenteerd. De Nieuwstraat werd voorheen Kauwersinenstege genoemd.
In de Nieuwstraat bevond zich een klooster. Sint Clara in Jeruzalem, zoals het klooster heette, werd in 1496 voor het eerst vermeld. Onduidelijk is wat de toevoeging 'in Jeruzalem' betekent, en of er een verband was met de broederschap van pelgrims die een bezoek aan Jeruzalem dan wel het Heilige Land hadden gebracht. Men nam aan dat het klooster eind 15e eeuw al anderhalve eeuw bestond. Aannemelijker is echter dat oude bronnen worden verward met het nabijgelegen Mariënbornklooster in de Mariënbornstraat.
Sinds 1864 was er een HBS gevestigd aan de Nieuwstraat, welke in 1909 naar het Oranjepark verhuisde. In 1962 betrok het gemeentelijk Lyceum een nieuwe locatie aan de Noordendijk.
Bij het ontstaan van het aangrenzende Statenplein onderging de Nieuwstraat een vernieuwing. Verscheidene panden die tegenwoordig historisch tonen, kregen Dordtse voorgevels van voormalige panden die ooit stonden daar waar tegenwoordig het Statenplein zich bevindt.

## Galerij

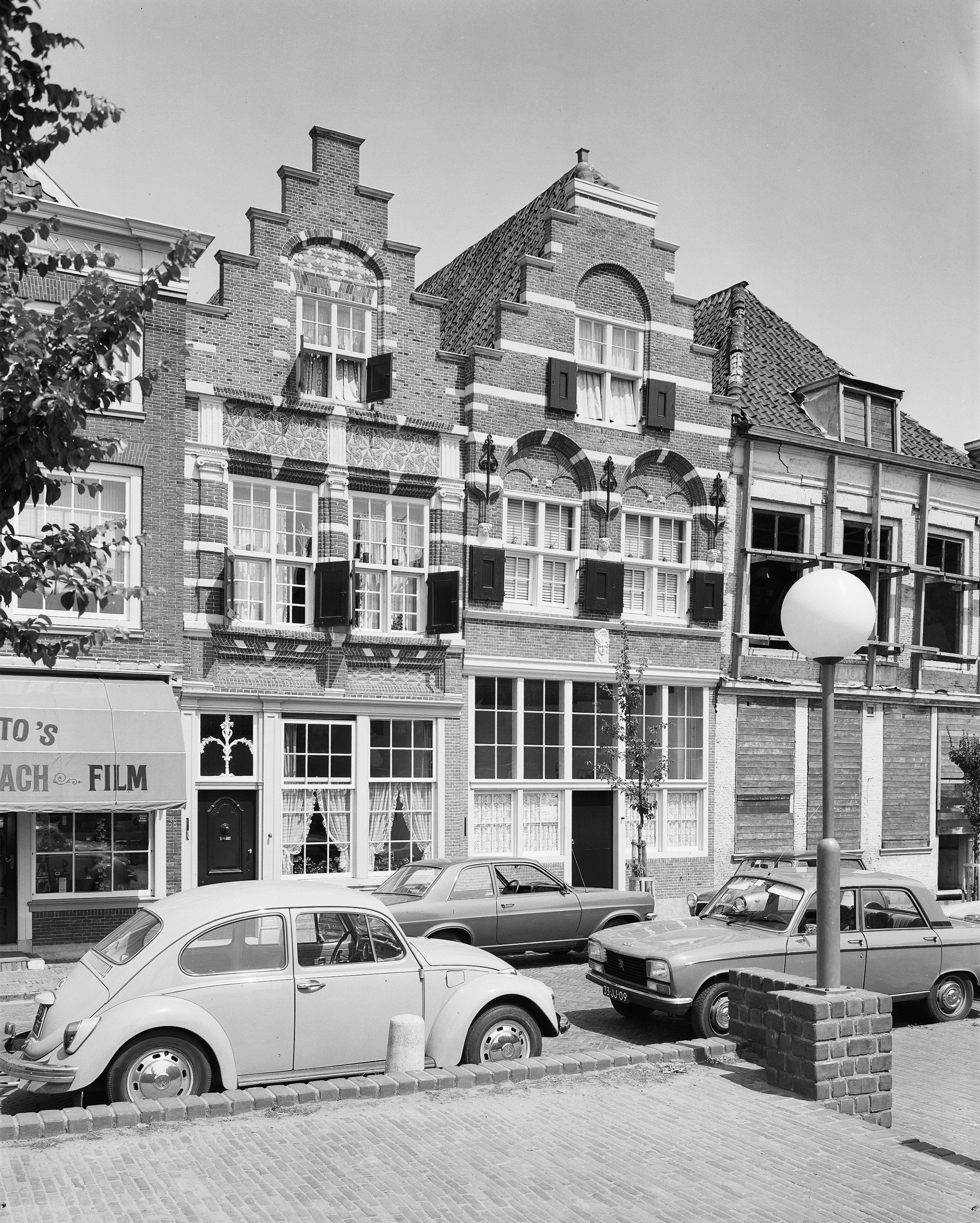
Voorgevels na restauratie, 1976.
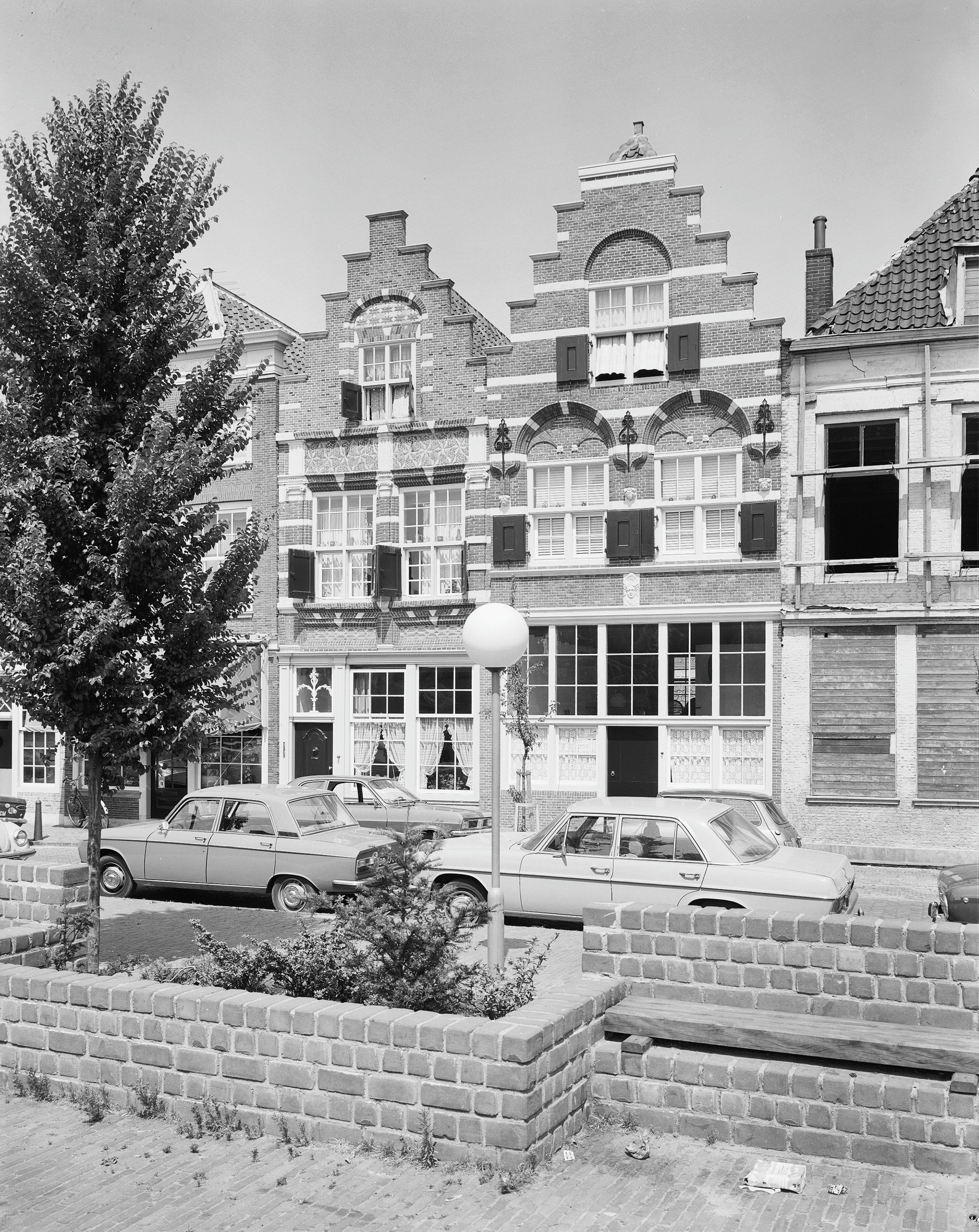
Voorgevels na restauratie, 1976.